# 融資型クラウドファンディング
融資型クラウドファンディング (ゆうしがたクラウドファンディング) とは、いわゆる「ソーシャルレンディング」のようにインターネットを用いてファンドの募集を行い、投資者からの出資をファンド業者を通じて企業等に貸付ける仕組みのクラウドファンディング。
「貸付型クラウドファンディング」（かしつけがたクラウドファンディング）ともいう。

## 字句の意義
「クラウドファンディング」とは、「新規・成長企業等と資金提供者をインターネット経由で結び付け、多数の資金提供者から少額ずつ資金を集める仕組み」を指すとされる。うち「投資型クラウドファンディング」とは、「資金需要者である新規・成長企業等が資金提供者に対して株式やファンド持分等の有価証券を発行するもの」を言う。
ソーシャルレンディングのことを「融資型クラウドファンディング」または「貸付型クラウドファンディング」というのは、この「投資型クラウドファンディング」という字句と対比しての言い方である。

## 法的根拠

### P2Pレンディングへの貸金業法の適用
いわゆるソーシャルレンディングの代表例は、P2Pレンディング（＝資産運用したい個人・法人と融資を受けたい法人をマッチングさせるサービス）であるが、反復継続する意思をもって金銭の貸付けを行うことは貸金業に該当するとされていて、P2Pレンディングのプラットフォームの利用者となる資金の出し手について、個々に貸金業登録が必要となる。
そのため、ソーシャルレンディングのわが国への導入に際しては、資金の出し手（＝投資家）が貸金業法の適用を受けない形態、すなわち資金の出し手を「貸付けの主体」としない形態が模索された。
その結果、「金銭の貸付けを業として行う者」が「貸付型ファンド」を発行し、これを金融商品取引業者が投資家向けに販売する形態が採用された。金銭の貸付けを業として行うのだから、ソーシャルレンディング事業者は貸金業登録を受ける必要がある。ただし、貸付先がグループ会社に限定される場合には、貸金業法2条1項5号および貸金業法施行令1条の2・6号の適用を受けるので、少なくともソーシャルレンディング事業者は、貸金業登録を受ける必要はない。

### 貸付型ファンド
「貸付型ファンド」とは、金銭の貸付けを出資対象事業とする集団投資スキーム持分（組合型ファンド）である。
組合型ファンドは、金融商品取引法2条2項に定める「有価証券とみなす権利」の1つであって、その投資家向け販売は、登録を受けた第二種金融商品取引業者が行う。したがって、ソーシャルレンディング事業者のビジネスモデルは、
1. 貸付型ファンドを組成し、自ら第二種金融商品取引業の登録を受けて、その投資家向け販売（自己募集）を行うもの、[10]
2. 貸付型ファンドを組成し、登録を受けた第二種金融商品取引業者に委託して、その投資家向け販売（募集の取扱い）を行わせるもの、

の2つに分かれる。うち後者については、貸付型ファンドを組成する事業者でなく、委託されてその投資家向け販売を行う第二種金融商品取引業者が「ソーシャルレンディング事業者である」と認識されることが多い。
組合型ファンドの前提となる組合契約の根拠法は、同法2条2項は一つに定めていないが、貸付型ファンドの実務では、組合員となる投資家が全員で締結する必要のある民法組合でなく、ソーシャルレンディング事業者と個々の投資家が一対一で締結する商法組合（匿名組合）が選好される。貸付型ファンドは、匿名組合契約に基づく権利であるがゆえ、ソーシャルレンディング事業者（匿名組合契約の営業者）が分別管理・区分経理に務めたとしても、その破産時には、出資返還請求権（未払いの利益分配請求権を含む）は破産債権となり、匿名組合員である投資家は一般債権者と平等の割合で弁済を受けるに留まる。

### 匿名化・複数化
「貸付型ファンドの資金の出し手を貸付けの主体としない形態」については、「特定の借り手への貸付けに必要な資金を供給し、貸付けの実行判断を行っている場合には、貸付行為を行っているものと評価する」と整理されたことから、「借り手の匿名化・複数化」を行うことにより、資金の出し手の貸金業登録を回避することとなった。
「匿名化」とは、借り手を特定することができる情報を明示しないことであり、「複数化」とは、複数の借り手に対して資金を供給するスキームとすることである。これにより、貸付型ファンドの投資家は、出資対象事業である「金銭の貸付け」について、貸付条件の設定や提示に関与せず、そもそも借り手とも接触しないことが担保される。
ところが、貸付型ファンドの販売について、虚偽表示や誤解表示を原因とする不祥事件が多発し、「匿名化・複数化」が情報提供を妨げていることが原因であると考えられるようになった。そこで、証券取引等監視委員会による建議が行われ、これを受けた2019年3月の法令適用事前確認手続（ノーアクションレター制度）により、「事業者が、以下の匿名化・複数化以外の方策により、借り手が法人である融資型クラウドファンディングを行う場合には、投資者は、貸付けの実行判断を行っていないものと考える」として、新しい法令解釈が示された。
現在、ソーシャルレンディング事業者が販売する貸付型ファンドの多くは、「商法に規定する匿名組合契約によるものであって、投資家と借り手が貸付けに関する接触をするものでない」という条件を充たすことにより、その範囲で、借り手に関する情報提供を行うものとなっている。

### 内容開示
貸付型ファンドを含む組合型ファンド（有価証券ファンドを除く）は、「適用除外有価証券」（金融商品取引法3条3号）であるので、金融商品取引法に基づく情報の「開示」は行われず、有価証券届出書や目論見書、有価証券報告書は作成されない。情報の「提供」が行われるに留まる。
組合型ファンドの販売に際し、公募・私募の区別は、取得勧誘の件数でなく、結果として、取得者が500人以上であるか否かにより定まる（金融商品取引法2条3項3号、施行令1条の7の2）。ただし、組合型ファンドを公募販売する第二種金融商品取引業者は、販売に先立って「契約締結前交付書面」を監督当局に届け出る（金融商品取引法37条の3・3項）。

### 予想利回り
貸付型ファンドは、元本の返済および利息の支払について保証のない金融商品であるが、ソーシャルレンディング事業者の多くは、貸付型ファンドの販売時に、貸付契約に基づき受け取る利息と営業者報酬の差額をもって「予想利回り」を計算し、表示する。貸付先の債務不履行（デフォルト）がなく、営業者報酬以外の費用が発生しないことが、その表示の前提となっている。日本経済新聞や一部の事業者は、これを「固定利回り」と表記しているが、厳密には、期待できる利回りの上限である。

## 規制強化

### 貸付原資に関する規制
もともとわが国では貸金業は自由営業とされていたが、高利貸しを取り締まる必要が生じたため、戦時中に1939年8月金融業取締規則（1939年警視庁令29号）が制定されて許可制となり、同時に、不正事業者を排除するため、営業資金要件が付された。この規則が旧憲法廃止により失効して、再び無規律の状態となり、高利貸しや預金類似行為などのヤミ金融が横行した。
そこで1949年5月貸金業等取締法（1949年法律170号）が制定された。同法は、高利貸しがその金主に利回りを約束して貸付原資を調達することを排除するため、貸金業者の「預り金の禁止」などを定めた。これにより、「貸金業者は、自己資金または親族縁故者等の特定少数者から受け入れた金銭の貸付けまたはその媒介のみを行う」とされたのであるが、他人資本を利用して高利貸しを続けたい者は少なくなく、まもなく、保全経済会（匿名組合ファンド）や株主相互金融などの違法な集団投資スキームが社会問題となった。
そのため、1954年6月出資法（＝出資の受入、預り金及び金利等の取締等に関する法律、1954年法律195号）が制定され、「預り金」は貸金業者に限らず、広く一般に禁止された。同時に1954年6月改正証取法（1954年法律198号）により、出資募集の際の誇大宣伝の禁止を目的として、確定利益配当等の保証の禁止の規定（＝現行の金融商品取引法の170条、171条に相当）が設けられた。
以来、貸金業者は預貯金の受け入れや、公募債の発行による貸付原資の受け入れが「預り金」として禁止され、その結果、ノンバンクによる資本市場での資金調達も制限されることとなった。1987年11月に事業会社のコマーシャルペーパーの国内発行が解禁された際、ノンバンクには解禁されず、1993年6月に遅れて解禁された際にも、「発行預り金を貸付原資としないための措置を講ずること」が条件とされた。
融資型クラウドファンディングは、投資家に対し元本保証をうたえないとはいえ、他人資本を貸付原資とする手段が追加的に容認されたという点で、貸金業者にとって大きな規制緩和となった。

### 2014年5月改正金商法
クラウドファンディングは寄付型、購入型、投資型の3つに大別される。投資型クラウドファンディングのうちファンド形態のものは、この時点で既に、第二種金融商品取引業者による投資家向け販売が可能となっていた。
一方、株式形態のものは、「新規・成長企業等へのリスクマネーの供給」という観点からすると、そもそも日本証券業協会の自主規制規則により未上場株式の販売が原則禁止されており、さらに、株式販売に必要な第一種金融商品取引業の登録を受けることが、第二種金融商品取引業の登録を受けることに比して、非常に困難だった。
そこで、2014年5月改正金商法では、ファンド形態のもの、株式形態のものを問わず、クラウドファンディング（融資型クラウドファンディングを除く）を「電子募集取扱業務」と規定し、金融商品取引業登録の「特例」として、
- 募集総額や投資家1人当たりの投資額に上限を設ける、
- クラウドファンディングに特化し、訪問・電話による勧誘を行わない、

ことを条件とする「少額電子募集取扱業務」を、第一種金融商品取引業、第二種金融商品取引業のそれぞれについて新た創設し、事業者の新規参入を促すこととなった。
なお、「電子募集取扱業務」のうち、
- インターネットを用いて情報提供および申込み受付の両方を行うもの（＝電子申込型電子募集取扱業務）、
- 少額電子募集取扱業務、
- 上記の業務で扱うのと同じ金融商品を、インターネットを用いない方法により販売するもの、

の3つは、特に「電子申込型電子募集取扱業務_等_」として他と区別されることとなった。

### 2023年11月改正金商法
投資型クラウドファンディングを「電子募集取扱業務」として法制化した2014年5月改正金商法では、「融資型クラウドファンディングは投資型クラウドファンディングに比してリスクが低い」と認識されたため、ソーシャルレンディングは「電子募集取扱業務」とされなかった。
しかしながら、貸付型ファンドは予想利回りを表示して販売され、一部で私募債や公社債投信のような受け止め方をされたためか、不祥事件による被害額が小さくなかった。それゆえ、金融審議会・市場制度ワーキンググループの2022年6月第一次中間整理では、ファンド事業者、特にソーシャルレンディング事業者向け規制強化の必要がうたわれるに至った。
2023年11月改正金商法では、貸付型ファンドは「貸付事業等権利」とされ、その投資家向け販売は、上記の2つのビジネスモデルとも、「電子募集業務」または「電子募集取扱業務」として規制されることになる。ソーシャルレンディング事業者と第二種金融商品取引業者の情報提供義務が明文化され、改正法施行後、既存の第二種金融商品取引業者もシステムリスク管理態勢（＝電子情報処理組織の管理を十分に行うための措置）などの登録要件を備えたうえで改めてライセンス（＝変更登録）を受けることになる。

### 不祥事件
これまでに行政処分（業務改善命令、業務停止命令等）を受けたソーシャルレンディング事業者は、下表のとおり。
| 処分年月        | 事業者名                                 | 処分事由                                                                                         |
| --------------- | ---------------------------------------- | ------------------------------------------------------------------------------------------------ |
| 2015/07         | 日本クラウド証券株式会社                 | 分別管理を適切に行っていない状況                                                                 |
| 2015/07         | 日本クラウド証券株式会社                 | 顧客に対し必要な情報を適切に通知していないと認められる状況                                       |
| 2017/03         | 株式会社みんなのクレジット               | 金融商品取引契約の締結または勧誘において重要な事項につき誤解を生ぜしめるべき表示をする行為       |
| 2017/03         | 株式会社みんなのクレジット               | 業務運営について投資者保護上問題が認められる状況                                                 |
| 2017/06         | 日本クラウド証券株式会社                 | 著しく事実に相違する表示または著しく人を誤認させるような表示のある広告をする行為                 |
| 2017/06 2017/10 | 株式会社FIPパートナーズ                  | 出資金の回収可能性について把握・対応していない状況                                               |
| 2017/06 2017/10 | 株式会社FIPパートナーズ                  | 株式会社サクセスゲート貸付に対する監査が不十分な状況                                             |
| 2018/03 2019/03 | ラッキーバンク・インベストメント株式会社 | 金融商品取引契約の締結またはその勧誘に関して、重要な事項につき誤解を生ぜしめるべき表示をする行為 |
| 2018/07         | maneoマーケット株式会社                  | ファンドの取得勧誘に関し、虚偽の表示をした行為                                                   |
| 2018/07         | maneoマーケット株式会社                  | 管理上の問題点                                                                                   |
| 2018/12         | エーアイトラスト株式会社                 | ファンドの取得勧誘に関し、虚偽の表示をする行為                                                   |
| 2019/03         | エーアイトラスト株式会社                 | ファンドの取得勧誘に関し、虚偽の表示をする行為                                                   |
| 2019/03         | エーアイトラスト株式会社                 | ファンドの取得勧誘に関し、重要な事項につき誤解を生ぜしめるべき表示をする行為                     |
| 2019/03         | エーアイトラスト株式会社                 | 管理上の問題点およびファンド資金が流出している状況                                               |
| 2021/06         | SBIソーシャルレンディング株式会社        | ファンドの取得勧誘に関し、虚偽の表示をする行為                                                   |
| 2021/06         | SBIソーシャルレンディング株式会社        | ファンドの取得勧誘に関し、重要な事項につき誤解を生ぜしめるべき表示をする行為                     |
| 2021/06         | SBIソーシャルレンディング株式会社        | 管理上の問題点                                                                                   |

なお、SBIソーシャルレンディング株式会社を除く各社については、証券取引等監視委員会による検査結果に基づく勧告の後、行政処分が行われた。